# 習氣
習氣（羅馬化：Vāsanā；藏語：བག་ཆགས，威利转写：bag chags），又譯為煩惱習、餘習、殘氣、氣習、串習、宿習、習等；佛教、印度教等的印度諸宗教的術語，義爲眾生在輪迴中 由自己前世 累積的善與惡業力、行為、喜好、習慣等殘留到今世，導致生來具有一些精神和行為方面的特征，常用來指不好的、與煩惱有關的习性。大乘佛教唯識學派提出“種子論”，認為眾生持續造業，熏染識田，如同種下“種子”，發芽結果，帶入來世，這個過程稱為薰習。

## 詞義
“習氣”一詞的梵語詞源主要是。此外譯為習氣者，有時也有，義爲修習、重複、串習，因反復的練習而成習慣，引申為習氣、串習；或者，義爲修、修習，它的主要含義是修習，對應的藏文是སྒོམ་པ（sgom pa），但也可以表達習氣的意思。

## 佛教
佛教認為，習氣就像塵垢，頑固的附著在識上，即使用智慧的水浣洗乾淨，垢氣猶在；也像燃香的氣氛，即使香已燃盡（譬喻壽盡），其香味尚未散盡；又如酒瓶，將酒瀉盡（譬喻壽盡），其酒瓶裡仍然留有酒的味道，浣洗多次仍難消散。
《大智度論》指出，眾生因為無明而造業，造業生出煩惱，煩惱生出不淨心，不淨心又生煩惱，久習煩惱，而有習性薰染，如同被煩惱鎖鏈鎖住，即使解脫初時仍行走不便。聲聞弟子依據佛陀圣教證得阿羅漢果，能斷煩惱，不過非屬煩惱的煩惱氣分——煩惱習仍在。能斷習氣者，唯佛陀。釋迦牟尼佛的弟子中，佛陀之弟難陀因淫慾習氣，坐眾中說法，眼睛先看女眾；又如舍利弗、摩訶迦葉有瞋恚習氣，畢陵伽婆蹉慢餘習。
《佛學大辭典》云，大乘佛教所謂的“妄惑”，分爲現行、種子、習氣三者，阿羅漢能不起惑之現行、斷惑之種子，但仍留有惑之習氣。
瑜伽行唯識學派提出“種子論”，則以種子爲習氣的異名。人在輪迴過程中，眾生不斷造業，持續熏染著第八識阿賴耶識，在上面留下潛伏的標記，這些痕跡就像種子種在田中，終將會隨著因緣的成熟而開花結果，致使造業者受報，產生轉世，在輪迴中相續輪轉，不得自拔。因此阿賴耶識也叫做“一切種子識”、“識田”、“藏識”。現世者的心識中藏伏著的前世的煩惱種子和習氣，具有產生思想、行為及其他一切有為法之能力，總能夠不自覺的表現在行為、言語、思想、潛意識上。這也解決了性善、性惡的爭論，眾生並沒有固定的性善或性惡，只是被前世的業報和習氣牽引而各有分別。故佛家云，“萬般帶不走，唯有業隨身”。唯識論提出果報和習氣有等流、異熟之別，在異熟習氣中，有名言、我執、有支三種習氣。
某些時候，修習、積累善根的氣分也稱為習氣，亦譯為“本氣”、“成行氣”等。

## 印度教
佛教的習氣觀來自婆羅門教，印度教也將習氣稱為“業的印痕”。濕婆教會藉由傳授奧義書的知識，誦念讚神詩Shri Rudram來去除習氣。

## 對漢語的影響
習氣一詞進入漢語，指“長期養成的不良習慣”，“習慣、習性”。并衍生出“大爺習氣”（有錢有勢的人，表現出來的行為習性。）、“鄉下習氣”、“官僚習氣”等用語。

## 註释與參考
1. ↑  《佛光大辭典》【習氣】
2. 1 2 3  《中華佛教百科全書》【習氣 （页面存档备份，存于）】
3. ↑  《成唯識論》卷8：「復次生死相續由諸習氣。然諸習氣總有三種。一名言習氣。謂有為法各別親種。名言有二。一表義名言。即能詮義音聲差別。二顯境名言。即能了境心心所法。隨二名言所熏成種作有為法各別因緣。二我執習氣。謂虛妄執我我所種。我執有二。一俱生我執。即修所斷我和我所執取。二種分別的我執。即見所斷我我所執。隨二我執所熏成種令有情等自他差別。三有支習氣。謂招三界異熟業種。有支有二。一有漏善。即是能招可愛果業。二諸不善。即是能招非愛果業。隨二有支所熏成種令異熟果善惡趣別。應知我執有支習氣於差別果是增上緣。此頌所言業習氣者應知即是有支習氣。二取習氣。應知即是我執名言二種習氣。取我我所及取名言而熏成故皆說名取。」(CBETA, T31no.1585, p.43, b2-17)
4. ↑  見成唯识论#种子熏习
5. ↑  《華梵詞典》【abhyāsa】
6. ↑  法鼓文理學院，《翻譯名義大集》和《五譯合璧集要》【bhāvanā】
7. 1 2  《大智度論·卷二十七》：「煩惱習者名煩惱殘氣，若身業、口業不隨智慧，似從煩惱起，不知他心者，見其所起，生不淨心；是非實煩惱，久習煩惱，故起如是業，譬如久鎖腳人，卒得解脫，行時雖無有鎖，猶有習在。如乳母衣久，故垢著，雖以淳灰淨院，雖無有垢，垢氣猶在；衣如聖人心，垢如諸煩惱，雖以智慧水浣，煩惱垢氣猶在。如是諸餘賢聖，雖能斷煩惱，不能斷習。如難陀淫欲習故，雖得阿羅漢道，於男女大眾中坐，眼先視女眾，而與言語說法。」「阿羅漢、辟支佛，雖破三毒，氣分不盡。譬如香在器中，香雖去，餘氣故在。又如草木薪火燒，煙出炭灰不盡，火力薄故。佛三毒永盡無餘，譬如劫盡火燒，須彌山、一切地都盡，無煙無炭。如舍利弗瞋恚餘習、難陀淫欲餘習、畢陵伽婆蹉慢餘習。譬如人被鎖，初脫時行猶不便。」
8. ↑  非佛陀弟子阿難陀。
9. ↑  《大智度論·卷二十七》：「如摩訶迦葉瞋習故。佛滅度後集法時，令阿難六突吉羅懺悔，而復自牽阿難手出，不共汝漏未盡不淨人集法。」

《阿毘達磨大毘婆沙論》：「欲令疑者得決定故。謂佛世尊愛恚永斷違順平等。拔諍論根滅憍慢本。視諸珍寶猶如瓦礫。於一切法覺照無遺。無相似愛及恚慢等。諸煩惱習已永斷故。非如獨覺及諸聲聞。雖斷煩惱而有餘習。貪愛習者如尊者阿難。憐諸釋種瞋恚習者如尊者畢陵伽筏蹉。語殑伽神言小婢止流吾今欲渡。憍慢習者如尊者舍利子棄擲醫藥。愚癡習者如尊者笈房鉢底。食前咳氣知食未銷不知後苦。而復更食。如是等事其類甚多。」
10. ↑  《佛學大辭典》【習氣】（術語）大乘之妄惑，分現行與種子及習氣三者，既伏惑之現行，且斷惑之種子，尚有惑之氣分而現惑相，是名習氣。舍利弗既斷瞋惑之種子，而動則怒氣如摧，是瞋惑習氣尚存之現證，三乘中聲聞全不斷之，緣覺稍侵害之。佛全斷之。述記二末曰：「言習氣者，是現行氣分薰習所成，故名習氣。」
11. ↑  《瑜伽師地論·六卷》云：“謂於諸行中，曾有淨不淨業，若生若滅。由此因緣，彼行勝異，相續而轉。是名習氣。由此相續所攝習氣故；愛不愛果生。”
12. ↑  《佛光大辭典》【習氣】……此外，諸善根積習之氣分，亦稱習氣。如舊華嚴經卷四十離世間品所載，第十地之菩薩有菩提心習氣（又稱本氣）、善根習氣（成行氣）、教化眾生習氣（下化）、見佛習氣（上見）、於清淨土受生習氣（受生）、菩薩行習氣（大行）、大願習氣（十願）、波羅蜜習氣（十度）、出生平等法習氣（理智）、種種分別境界習氣（量知）等，凡十種，皆由厭伏煩惱之故，於諸行積累熏習氣分，方能究竟斷伏煩惱，稱為習氣。除上記之外，另有等流習氣與異熟習氣，或名言種子與業種子等之分別。〔大智度論卷二十七、瑜伽師地論卷五十二、成唯識論卷八、十地經論卷十一、俱舍論光記卷一、大乘義章卷五本、華嚴經疏卷五十三〕（參閱「種子」5863） p4771
13. ↑  Wisdom Library. .   [2019-01-28]. （原始内容存档于2019-01-28）.
14. 1 2  《中華民國教育部國語辭典》【習氣】【大爺習氣】
15. ↑  《漢語大詞典》【習氣 （页面存档备份，存于）】